# Ictinaetus malaiensis
L'aquila nera (Ictinaetus malaiensis (Temminck, 1822)), unica specie del genere Ictinaetus Blyth, 1843, è un uccello rapace della famiglia degli Accipitridi originario dell'intera regione orientale.

## Descrizione

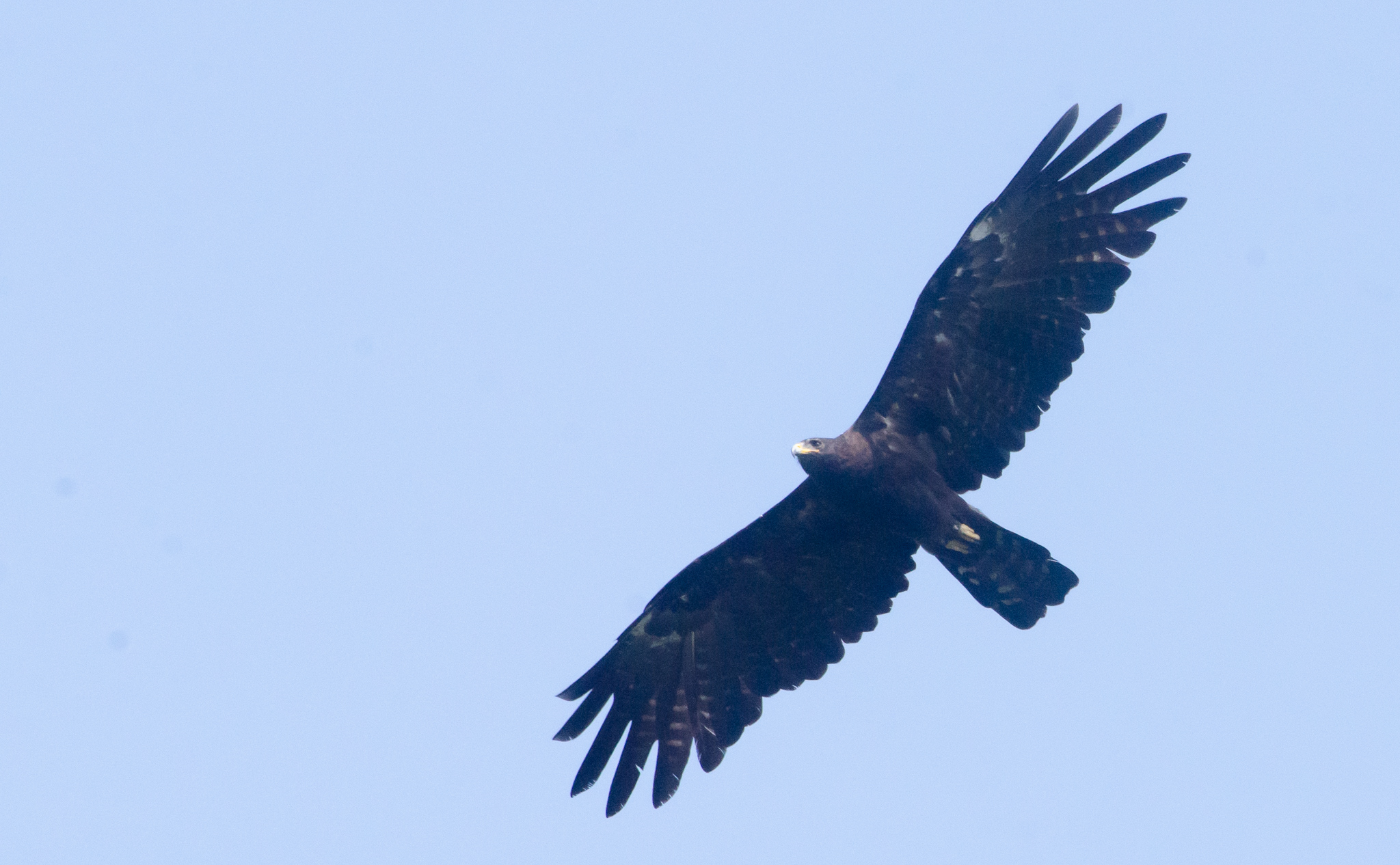
In volo è evidente il restringimento alla base delle ali.

### Dimensioni
Misura 65-80 cm di lunghezza, per un peso di 1000-1600 g; l'apertura alare è di 148-182 cm.

### Aspetto
Questo rapace di medie dimensioni ha un piumaggio quasi interamente nero. La base del becco, la cera e le zampe sono gialle e contrastano fortemente con il resto della livrea. La parte inferiore della coda è leggermente barrata di bianco e le copritrici sotto-caudali sono più chiare. I sessi sono identici, ma i giovani hanno la testa, le parti inferiori e la superficie inferiore delle ali di colore camoscio. In volo, l'aquila nera presenta una sagoma molto caratteristica, che consente di distinguerla dall'aquila dal ciuffo variabile (Nisaetus cirrhatus). Ha una coda relativamente lunga e ampie ali a forma di pagaia. Queste ultime sono ristrette a livello della base e terminano con lunghe remiganti fortemente allargate che ricordano delle dita. Quando sono appollaiate, le aquile nere hanno ali che raggiungono o superano leggermente l'estremità della coda. La razza perniger, diffusa nel subcontinente indiano, è più grande della razza nominale.

### Voce
Non abbiamo informazioni al riguardo.

## Biologia
Nonostante catturi una grande varietà di prede, comprese alcune specie terricole, l'aquila nera è meglio conosciuta per la sua modalità di predazione unica, condivisa con una sola altra specie, il nibbio codadirondine. Come quest'ultimo, condivide l'abitudine unica di impadronirsi di uova e nidiacei, a volte strappando un intero nido dai rami su cui si trova per portarlo via e divorarne il contenuto a suo piacimento. Proprio per questo motivo, possiede delle zampe adattate a tale comportamento: il dito esterno e il corrispondente artiglio sono molto corti, mentre le altre dita sono molte allungate e dotate di lunghi artigli. Nelle aree aperte, l'aquila nera pattuglia il terreno sottostante alla maniera di un'albanella per sorprendere piccoli mammiferi. È in grado di effettuare scatti di velocità sorprendenti quando insegue pipistrelli o rondini che escono fuori dalle grotte.
L'aquila nera è considerata una specie sedentaria, in quanto non ne sono mai state segnalate migrazioni. In Pakistan, dove nidifica raramente, è specie erratica.

### Volo
L'aquila nera vola alla maniera dei nibbi, apparentemente senza sforzo e con innegabile grazia. Il suo procedere, appena al di sopra della volta della foresta, è lento. È in grado di rimanere in volo per lunghi periodi di tempo, tanto che gli indiani le hanno attribuito il soprannome di never sitting bird («uccello che non si posa mai»).

### Alimentazione

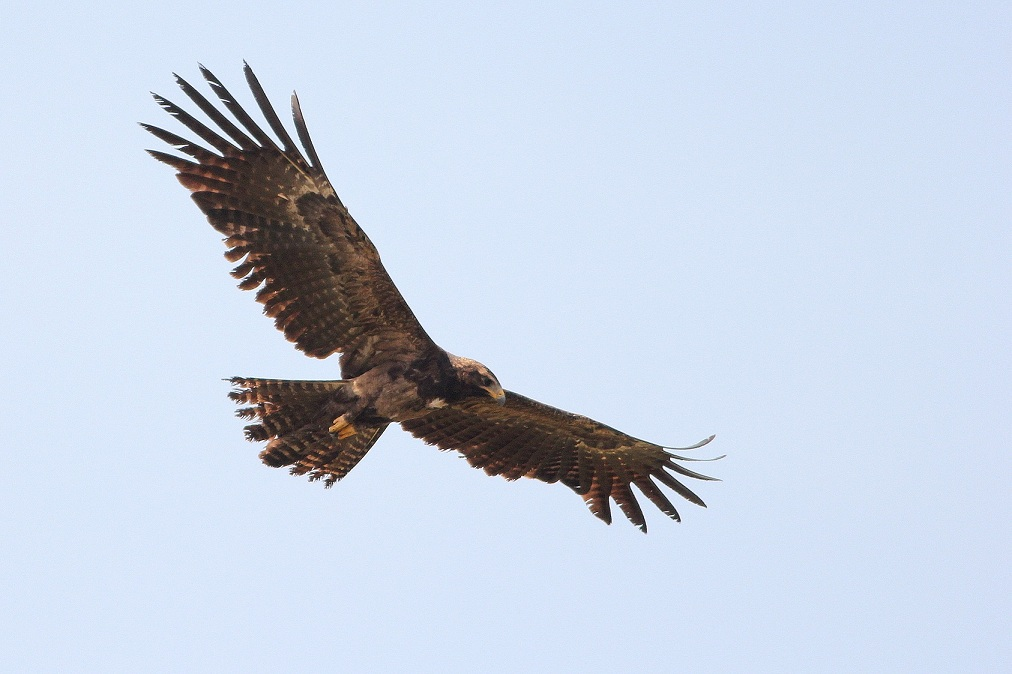
Le remiganti primarie sono lunghe e tenute ben distese durante il volo.

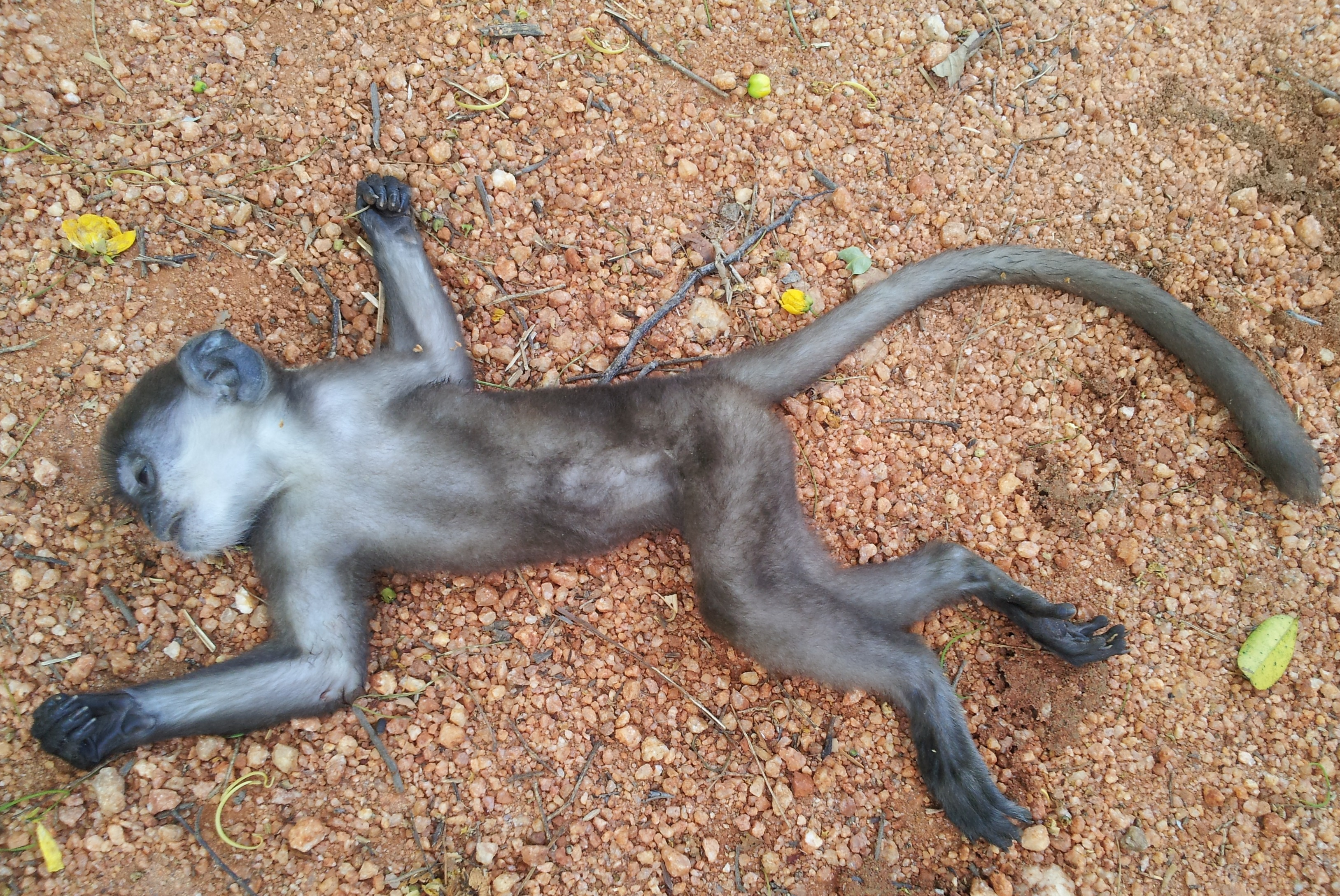
Un giovane presbite dalla faccia viola ucciso da un'aquila nera.

Come abbiamo già accennato, l'aquila nera è specializzata nel consumo di uova e nidiacei. Tuttavia, il suo menu non è limitato a questo genere di predazione. Esso comprende anche lucertole, piccoli mammiferi, rane, pipistrelli e insetti. Gli scoiattoli giganti dell'India e i macachi dal berretto indiani sono due delle sue prede preferite, ma sono molte le specie che emettono il loro grado di allarme appena ne rilevano la presenza.

### Riproduzione
La stagione di nidificazione varia a seconda delle regioni: da novembre a gennaio nell'India meridionale, un po' più tardi nel nord del subcontinente, da aprile ad agosto a Giava, a luglio a Sulawesi, ad agosto a Sumatra. Entrambi i genitori costruiscono un grande nido di dimensioni comprese tra 90 cm e un metro di larghezza, posto alla sommità di un grande albero spesso situato su un pendio ripido che domina una vallata molto impervia. Il fondo della struttura è foderato con foglie verdi. La covata è costituita quasi sempre da un solo uovo, raramente due. Quest'ultimo è generalmente macchiato di marrone o malva. La costruzione del nido è solitamente preceduta da parate aeree durante le quali questi rapaci effettuano talvolta picchiate spettacolari di oltre 300 metri. Più comunemente, questa specie esegue voli ondulati o inseguimenti simili a quelli dei nibbi del genere Milvus. Non possediamo nessuna informazione riguardante l'incubazione, il soggiorno nel nido e le cure parentali.

## Distribuzione e habitat
Le aquile nere frequentano le foreste di collina e di montagna fino a 3100 metri di altitudine. Si trovano spesso ai margini delle zone boschive, nelle radure e nelle aree in corso di rigenerazione. Nonostante questa particolarità, nell'India meridionale (razza perniger), le aquile nere apprezzano le foreste con una volta abbastanza fitta. Sono generalmente assenti dalle regioni in cui la copertura forestale è inferiore al 50% della superficie del loro territorio.
Le aquile nere sono endemiche dell'Asia tropicale, dal Pakistan fino alle Molucche.

## Tassonomia
Nonostante occupi un areale molto esteso, ne vengono riconosciute solamente due sottospecie:
- I. m. perniger (Hodgson, 1836), diffusa nell'estremità orientale del Pakistan (Murree Hills), nell'India settentrionale, in Nepal, Bhutan, Assam e nelle regioni occidentali e settentrionali della Birmania, nonché in India centrale, nell'Odisha, sui Ghati occidentali, sulle propaggini settentrionali e meridionali dei Ghati orientali e nello Sri Lanka;
- I. m. malaiensis (Temminck, 1822), diffusa nelle regioni centro-meridionali e sud-orientali della Cina (dallo Shaanxi meridionale allo Yunnan e all'Anhui, fino al Fujian, al Guangdong centrale e ad Hainan), a Taiwan e verso sud, attraverso l'Indocina e la penisola malese, fino alle Grandi Isole della Sonda, a Sulawesi e alle Molucche; è presente anche a Butung, nelle isole Banggai (Peleng) e forse nelle isole Sula.

## Conservazione
Sebbene non sia distribuita in modo uniforme, questa specie non è minacciata a livello globale. A seconda delle zone del suo areale è considerata come diffusa e localmente comune, ma mai come molto comune. Le maggiori densità di popolazione si riscontrano sulle colline della Birmania e del sud della Cina. La minaccia più ricorrente è costituita dal degrado del suo habitat e dal diradamento delle foreste. La IUCN la classifica come «specie a rischio minimo» (Least Concern).